# Osteoglossum ferreirai
O Osteoglossum ferreirai conhecido popularmente como Aruanã Negro é uma espécie de peixe que se encontra em grande parte da Colômbia e Venezuela, distribuído em partes do rio Amazonas, rio Negro e rio Vichada, esse peixe faz parte da família Osteoglossidae, é uma espécie ovípara, pode chegar a mais de 1 metro de comprimento, e chegar aos 3 kg.

## Biologia
Esse animal sendo ovíparo, pode ter em sua desova mais de 200 ovos, sendo que a época mais propícia a reprodução é na parte mais quente do ano, e na época em que o rio está em seu estado máximo, esses animais se alimentam geralmente de outros peixes, sapos, cobras, lagartos, aranhas e insetos, eles se alimentam geralmente de animais terrestres por terem a habilidade de "saltar" e abocanhar a sua presa.